# أربوساوية
الأربوساوية (الاسم العلمي: Erebini) هي قبيلة من الحشرات تتبع الفصيلة الأربوسية من رتبة حرشفيات الأجنحة.

## أجناس
- الأربوسة